# Sanlih Television
Sanlih E-Television (en chino tradicional, 三立電視; pinyin, Sānlì diànshì) (SET) es una productora de televisión por cable/satélite que opera y trasmite en Taiwán. Fue fundada en mayo de 1983 (como productora, en Kaohsiung) y en septiembre de 1991 (como canal satelital) y su sede principal se encuentra en Taipéi. 
Sanlih TV ha creado programas de televisión y los ha exportado a Indonesia, Tailandia, Filipinas, Vietnam, Corea del Sur, Estados Unidos, Japón y América Latina, entre otros. Entre las series dramáticas que ha producido, y que se estrenan en sus canales de cable o en televisión abierta (usualmente en Taiwan Television), se encuentran La esposa valiente, Chicas de oficina, Refresh Man, Hello Again! y Queen of No Marriage.
Sus cadenas tienen una penetración del 80 % en el público taiwanés, siendo una de las más grandes del país.[cita requerida]
En términos de orientación política, los informativos y canales noticiosos de Sanlih TV se inclinan fuertemente hacia la Coalición pan-verde.
Además de sus canales de televisión, SET opera la plataforma OTT Vidol.

## Canales de Sanlih E-TV
- SET Metro (desde 1995, su programación se basa en el drama y animación)
- SET Taiwan (desde 1996)
- SET News (desde 1998, disponible también en YouTube)
- SET Internacional (desde 2000, disponible en el Sudeste Asiático, Australia, Nueva Zelanda y Norteamérica)
- SET I News (desde 2011, disponible también en YouTube)
- MTV Taiwan (desde 1995; operado por SET desde 2011)